# Terraube
 Terraube  là một xã thuộc tỉnh Gers trong vùng Occitanie miền nam nước Pháp.